# Myrcia vellozoi
Myrcia vellozoi là một loài thực vật có hoa trong Họ Đào kim nương. Loài này được (Vell.) Kiaersk. mô tả khoa học đầu tiên năm 1893.